# 서라벌예술대학
서라벌예술대학(서라벌藝術大學, Seorabeol University of Arts)은 1953년에 개교한 대한민국의 예술 대학교이다. 수많은 문인과 배우들의 산실로 잘 알려져 있다. 1972년 중앙대학교에 인수됐다.

## 발자취
1953년 서라벌예술학교라는 이름으로 개교하였다. 1954년 1월에 100명의 졸업생을 배출했다.
1956년에는 교사를 서울 용산구 후암동에서 성북구 돈암동으로 이전했다. 이듬해 9월 초급 대학(지금의 전문 대학) 인가를 받아 서라벌 예술 초급 대학이란 이름으로 신입생을 받기 시작했다. 총 정원 300명에 문예창작학과 100명, 연극영화과 80명, 음악과 60명, 미술과 60명 정원이었다.
1964년에는 4년제 정규 대학 인가를 받아 서라벌 예술 대학이란 이름으로 변경하였다. 총 정원 700명에 문예창작학과 100명, 미술학과 100명, 연극영화학과 100명, 음악학과 100명, 신문방송학과 100명, 서예학과 100명, 동양미술학과 100명이다. 1961년 2월 대학원 설치 인가를 받아 확장하였다.
그 후 재정난으로 인해 학교법인 서라벌예술학원이 중앙대학교를 운영하고 있던 학교법인 중앙문화학원에 합병되었다. 1972년 10월에는 돈암동에서 동작구 흑석동에 위치한 중앙대학교 구내로 이전하였다.

## 참조
1. ↑  ‘문창과‘와 문학 열정과 냉정 사이 : 책과 지성 : 뉴스 : 한겨레 보관됨 2014-01-16 - 웨이백 머신, 2005.12.22
2. ↑  서라벌藝術大學 文敎部正式認可, 《동아일보》, 1953.6.4
3. ↑  “한국의 중앙에서 세계의 중앙으로! 중앙대학교 메인 홈페이지에 오신것을 환영합니다!”. 2014년 1월 15일에 원본 문서에서 보존된 문서. 2009년 11월 20일에 확인함.
4. ↑  “한국의 중앙에서 세계의 중앙으로! 중앙대학교 메인 홈페이지에 오신것을 환영합니다!”. 2014년 1월 15일에 원본 문서에서 보존된 문서. 2009년 11월 20일에 확인함.
5. ↑  “한국의 중앙에서 세계의 중앙으로! 중앙대학교 메인 홈페이지에 오신것을 환영합니다!”. 2014년 1월 15일에 원본 문서에서 보존된 문서. 2009년 11월 20일에 확인함.